# Gianluca Ramazzotti
Gianluca Ramazzotti (Roma, Italia, 22 de agosto de 1970) es un actor teatral y televisivo, doblador y humorista italiano. 

## Biografía
En su formación como actor asistió a la Academia de Teatro de Calabria (Accademia di Teatro di Calabria), prosiguiendo con otros cursos de perfeccionamiento en el Teatro de Varsovia y en el Theatre du Soleil de París.
Entró a formar parte de la Compañía del Bagaglino de Pier Francesco Pingitore, participando tanto en variedades como en ficciones producidas por la compañía.
Además de su experiencia profesional con Bagaglino, ha desempeñado papeles en las ficciones Vivere y Un posto al sole (Un lugar al sol) y también en la película Il Papa Buono (El Papa bueno) de Ricky Tognazzi.
Su actividad artística se extiende también al sector radiofónico como locutor y doblador de voz, particularmente en la radiodifusión matutina de Radiodue.
Respecto al teatro, ha interpretado el papel de Bojetto en la comedia musical Rugantino.
Habla fluidamente francés, inglés y español.

## Obra

### Teatro
- I Promessi Sposi un musical (Los novios, un musical) sobre la base de la obra de Manzoni - Dirección de Massimo Cinque
- Intrichi d’amore (Intrigas de amor) de Torquato Tasso -Dirección d'Alvaro Piccardi
- La scuola delle mogli (La escuela de las mujeres) di Molière - Dirección de De Bosio
- Soldati a Ingolstadt (Soldados en Ingolstadt) - Dirección d' Adriana Martino
- Ifigenia in Aulide d'Esquilo (Ifigenia en Áulide de Esquilo) - Dirección d'Alvaro Piccardi, comp. Pagliai-Gassmann
- A qualcuno piace caldo (A cada uno le gusta cálido) - Dirección de Paolo Emilio Landi.
- La notte (La noche) de Nelle Toole - Dirección de Giovanni Lombardo Radice. Comp. Anna Mazzamauro.
- Il gatto che scoprì l’America (El gato que descubrió América) - Dirección de Marco Mattolini
- La farina del diavolo (La harina del diablo) - Dirección de Roberto Gandini. Comp. Teatro di Roma
- Scanzonatissimo Gran Casinò - Dirección de Don Lurio
- Babbo Natale è uno Stronzo… (Papa Noel es un tonto) - Dirección de Claudio Insegno
- Dark! Tornerò prima di mezzanotte (Dark! volverá antes de media noche) - Dirección de Marco Parodi
- Il Vantone (El fanfarrón) de Pier Paolo Pasolini - Dirección de Livio Galassi. Comp. Paolo Ferrari
- Lei (Ella) de Giuseppe Manfridi - Dirección de Riccardo Reim
- I tre processi (Los tres procesos) de Oscar Wilde - Dirección de Riccardo Reim
- E Ballando Ballando (Y bailando bailando) - Dirección de Giancarlo Sepe
- Il Decamerone (El Decamerón) de Boccaccio - Dirección d'Augusto Zucchi
- Il re muore (El rey muere) de Ionesco - Dirección de Giancarlo Sepe.
- Rugantino di Garinei y Giovannini al Teatro Sistina de Roma (realización televisiva para escenario de la Rai 2)
- Se devi dire una bugia dilla grossa (Si debes decir una mentira dila grande) - Comp. Garinei y Giovannini (realización televisiva para Raidue)
- Cyrano (Cirano) con Anna Mazzamauro
- Boeing-Boeing de M. Camoletti - Dirección de Claudio Insegno
- Romolo & Remolo de Pierfrancesco Pingitore
- La Donna in nero (La Mujer en negro) di Mallatratt - adatt. Carlo Lucarelli Dirección y interpretación.
- Destinatario Sconosciuto (Destinario desconocido) de Kressmann Taylor - Dirección y interpr. (realización radiofónica en directo por Radiotre).
- Il giro del mondo in 80 risate (La vuelta al mundo en 80 carcajadas) - Dirección de Pierfrancesco Pingitore
- Sempre meglio che lavorare/ Siempre mejor que trabajar (one man Show). Dirección de Claudio Insegno
- El Mago de Oz - Dirección de Pino Cormani
- Un pezzo di pazzo (Un pedazo de loco) - Dirección de Pier Francesco Pingitore
- Prime donne alle Primarie (Primeras mujeres en la Primaria)- Dirección de Pierfancesco Pingitore
- Uomini all’80% (Hombres al 80%) de J. Sherman - Dirección de L. Barcellona
- Va tutto storto! (¡Va todo torcido!) escrito Dirección de O. Lejeune
- E io pago! (¡Y yo pago!) - Dirección de Pier Francesco Pingitore
- Complici (Cómplices) de Rupert Holmes - Dirección de Ennio Coltorti
- Gabbia di matti (Jaula de locos) - Dirección de Pier Francesco Pingitore
- Destinatario Sconosciuto - (toma) Con Giampiero Ingrassia Dirección de Gianluca Ramazzotti
- Va tutto Storto - Dirección de Lejeune (tomas en Milán y Roma)

### Televisión
- Vivere - Directores Varios
- Un posto al sole - Directores Varios
- Anni 60 (Años 60) - Dirección de Carlo Vanzina
- Distretto di polizia (Distrito de policía) - Dirección de Renato De Maria
- Giornalisti (Periodistas) - Dirección de Donatella Maiorca
- La squadra (El equipo) - Directores Varios
- Tequila e Bonetti - Dirección de Bruno Nappi
- Il Papa buono - Dirección de Ricky Tognazzi
- Miconsenta  - (variedad) 7 episodios sobra Canale 5
- Con le unghie e con i denti (Con las uñas y con los dientes) - Dirección de Pier Francesco Pingitore
- Barbecue/Barbacoa (varietà). cómico per canale 5
- Passaparola (Contraseña) - Huésped de episodio
- Domani è un'altra truffa (Mañana es otra estafa) - Dirección de Pier Francesco Pingitore
- Torte in faccia (Tortas en la cara) Dirección de Pier Francesco Pingitore
- Punto e a capo - Huésped de episodio
- E io pago! Dirección de Pier Francesco Pingitore
- Edizione Straordinaria (Edición Extraordinaria) - (Telediario satírico con Demo Mura)
- Seven Show 2007/Siete Show 2007.
- Vita da paparazzo (Vida de paparazzo) - Dirección de Pier Francesco Pingitore
- Gabbia di Matti - Dirección de Pier Francesco Pingitore.